# 314년

## 연호
- 서진(西晉) 건흥(建興) 2년
- 성한(成漢) 옥형(玉衡) 4년
- 전조(前趙) 가평(嘉平) 4년

## 기년
- 서진(西晉) 민제(愍帝) 2년
- 신라(新羅) 흘해 이사금(訖解泥師今) 5년
- 고구려(高句麗) 미천왕(美川王) 15년
- 백제(百濟) 비류왕(比流王) 11년

## 사건
- 대방군을 고구려가 병합함.

## 사망
- 1월 11일 - 제32대 교황 멜키아데